# لایق شیرعلی
لایق شیرعلی (به تاجیکی: Лоиқ Шералӣ) (زادهٔ ۳۰ اردیبهشت ۱۳۲۰ در روستای مزار شریف، پنجکنت – درگذشتهٔ ۱۰ تیر ۱۳۷۹ در دوشنبه) از شاعران معاصر تاجیکستان است.
لایق شیرعلی (۲۰ می ۱۹۴۱، مزار شریف، ناحیه پنجکینت، ولایت لنین‌آباد، ج.ش.س. تاجیکستان-۳۰ ژوئن ۲۰۰۰، دوشنبه، تاجیکستان) -شاعر تاجیک، ایران‌شناس، یکی از بزرگان ادبیات معاصر تاجیک و فارس در آسیای مرکزی بود. وی از شاعران مردمی تاجیکستان و دارنده جایزه دولتی تاجیکستان به نام ابوعبدالله رودکی بوده است (۱۹۷۸).

## زندگی
لایق شیرعلی در در روستای «مزار شریف» در کنار رودخانهٔ زرافشان در ناحیهٔ پنجکنت در شمال تاجیکستان زاده شد. او دوران کودکی‌اش را در این روستا به سر برد. لایق شیرعلی دانشکدهٔ آموزگاری شهر دوشنبه را در سال ۱۹۶۱ به پایان برد و از آن سال در پایتخت تاجیکستان اقامت گزید و پس از آن، نخست نویسندهٔ بخش ادبی رادیو تاجیکستان و سپس کارمند ادبی روزنامهٔ کامسامال تاجیکستان شد. او همچنین سردبیر مجلهٔ ادبی معتبر صدای شرق، مشاور اتفاق نویسندگان تاجیکستان و عضو اتفاق نویسندگان اتحادیهٔ شوروی از سال ۱۹۹۵ میلادی بود.
باید یادآور شد، که در آن سالها مطابق رسم و قاعده معمول هر ادیب، که می‌خواست عضو اتّفاق نویسندگان شود، باید تا آن دم حتماً کم‌کم یک مجموعه چاپ کرده باشد. لایق جوان و اصرار استاد میرزا تورسون‌زاده او را بی هیچ مجموعه‌ای به‌طور استثنا و از قاعده بیرون به عضویت اتّفاق نویسندگان پذیرفتند. سال ۱۹۶۵، در ۲۴-سالگی، به طفیل شعر معروف «به مادرم»، با توصیه بی‌واسطه استاد میرزا تورسون‌زاده، به عضویت اتّفاق نویسندگان تاجیکستان پذیرفته شده‌است، که حادثه نادر تاریخی و ادبیست. لایق شیرعلی سالهای ۱۹۶۳–۱۹۶۵ محرر شعبه ادبیات، موسیقی و درمه کمیته رادیو و تلویزیون تاجیکستان، ۱۹۶۵–۱۹۶۶ خادم ادبی روزنامه «کُمسومول تاجیکستان» سالهای ۱۹۶۷–۱۹۷۵ مدیر شعبه نظم مجله «صدای شرق»، سالهای ۱۹۷۵–۱۹۹۱ مشاور نظم اتّفاق نویسندگان تاجیکستان، سرمحرر «صدای شرق»، از سال ۱۹۹۱ تا روزهای آخر عمرش رئیس بنیاد بین‌المللی زبان فارسی تاجیکی بوده‌است. ۳۰ ژوئن سال ۲۰۰۰ ساعت ۱۲ بر اثر بیماری سکته مغزی چشم از جهان پوشید. تشییع جنازه آن گرانمایه ۱ ژوئیه سال ۲۰۰۰ با حضور هزاران مخلصش برگزار و پیکرش در آرامگاه لوچاب شهر دوشنبه در پهلوی بزرگان ادب و هنر تاجیکستان به خاک سپرده شد. مدفن شریفش در «مزارستان لوچاب» قرار دارد. چندین مکتب و محله و مؤسسه نام شریف او را جاودانی می‌دارند. بیت زیرین را خود استاد هنوز سال ۱۹۹۸ برای سنگ مزارش وصیّت کرده بود:
| در روی زمین نماند مأمن |  | ای گور، درود بادت از من |

## فعالیت ادبی
نخستین مجموعه اشعار لایق به نام «سر سبز» در سال ۱۹۶۶ انتشار یافت و بعدها مجموعه‌های «خانهٔ چشم»، «خانهٔ دل»، «ریزهٔ باران»، «ورق سنگ» از جمله پرخواننده‌ترین کتاب‌های او بودند.
هنر و استعداد لایق به آفرینش شعر محدود نمی‌شد؛ او در ترجمهٔ اشعاری از شعرای خارجی به زبان فارسی نیز سهم داشت. اشعار خودش نیز تاکنون به زبان‌های دیگر ترجمه شده‌اند.
لایق در سال ۱۹۷۸ میلادی، برای مجموعه‌اشعار خاک وطن برندهٔ جایزهٔ ابوعبدالله رودکی شد.
از ابتدای سالهای شصتم عصر گذشته، در برابر نوشتن آچیرک و مقاله و ایسّیهای پروبلموی پوپولیستی و ترجمة بدیعی، پیوسته به تألیف و چاپ شعر اشتغال ورزیده تحت سرپرستی و غمخواریهای پدرانه استادان شعر معاصر تاجیکی میرزا تورسون‌زاده، باقی رحیم‌زاده و می‌رسید میرشکر به وایه رسیده‌است. اوّلین گلچین اشعارش «سر سبز» سال ۱۹۶۶، با تحریر و رهنمایی و فاتحه نیک ساتم الغ‌زاده از چاپ برآمده است، که در مکتوبش عنوانی نشریات «عرفان» آورده‌است: «شاعر جوان خیلی بااستعداد و مجموعه اشعارش پرمضمون است». بعداً اشعار لایق منتظم در اوراق مطبوعات دوری، مجموعه‌های دست‌جمعی و کتابهای «الهام» (۱۹۶۸)، «نوشباد» (۱۹۷۱)، «ساحلها» (۱۹۷۲)، «تشنه‌دل (به خط نیاکان)»(۱۹۷۴)، «خاک وطن» (۱۹۷۵)، «ریزه‌باران» (۱۹۷۶)، «مرد راه» (۱۹۷۹)، «ورق سنگ» (۱۹۸۰)، «خانه چشم» (۱۹۸۲)، «روز سفید» (۱۹۸۴)، «خانه دل» (۱۹۸۶)، «آفتابّاران» (۱۹۸۸)، «دست دعای مادر» (۱۹۹۱)، «جام سرشار» (۱۹۹۱)، «من و دریا» (۱۹۹۱)، «اوّل و آخر عشق» (۱۹۹۴)، «گلچینی از اشعار استاد لایق شیرعلی» (تهران، ۱۹۹۴)، «دست دعای مادر» (اصفهان، ۱۹۹۵)، «فریاد بی‌فریادرس» (۱۹۹۷، ۲۰۰۳)، «روح رخش» (تهران، ۲۰۰۰)، «کلیات» (۲۰۰۱، ۲۰۰۸)، «انگاره‌ها» (۲۰۰۱)، «منتخب اشعار» (۲۰۰۴)، «دیوان دل» (۲۰۰۷)، «دیوان پیری» (۲۰۰۸)، «دیوان زمان» (۲۰۱۱)، «صد و یک غزل» (۲۰۱۳)، «الهام از شاهنامه» (۲۰۱۴) و غ. به دست چاپ رسیده‌اند. استعداد فطری و ذاتی استاد لایق از شعری به شعری، از سلسله‌ای تا سلسله‌ای، از مجموعه‌ای تا مجموعه‌ای صیقل و تکمیل و جلای تازه پیدا کرده، شعر سده بیستم تاجیک را گردش و تابش نوی بخشیده، رهنمایی، تأثیربخشی و زمامداری کرده‌است. آفریده‌هایش مملو و معجون بهین دستاورده‌های ادبیات کلاسیکی فارسی تاجیکی، ایجادیات غناوتمند شفاهی و گویشهای سره مردمی و ادبیات پیشقدم جهان بوده، برای پیدایش و گسترش سبک خاص و مکتب قوی شاعری او زمینة مساعد فراهم آورده‌اند. شعر جذّاب او شعر همزمان تاجیک را با شعر ناب هزارساله پیوند جاودانه بخشید. زبان مصنوع و ترجمه‌زده را از مسند خویش فرونشانده، زبان بای و پُرغناوت و روان و پاک دری را جایگزینش کرد، سبک خراسانی رودکی و فردوسی را جلای و توانمندی دیگری بخشید. روح و غرور شایسته ملّی و احساس والای وطن‌خواهی و بشردوستی بزرگان ملّت را در زمان و زمینة نوی رنگ و جلا و پرواز بیشتری عطا فرمود. مقاله و گزارش‌ها او در باب تجلیل و تمجید وطن و زبان مادری، پاسداشت تاریخ و فرهنگ ملّی، منزلت والای شعر و شاعری، پدیده‌های نادر ادبی، اصطلاح و واژه‌سازی نوین و غ. در بالابورد سویه خودشناسی ملّی و رشد و کمال زبان مادری سهم بی‌نظیری گذاشته‌اند.
نمونه‌های را از اشعار بهترین ا.س. پوشکین، ه. هینی، و. هیوگا، ا.و. گیاتی، پ. نیروده، و، ایتمین، س. اسینین، م. سویتلاو، ر. همزتاو، ا. اوتوشینکا، س. کپوتیکین، ه. می‌ژیلیتیس، ق. قلییف، ی. میلیف، گ. پتیتسین و دیگ. به تاجیکی گردانده‌است، که از زیباترین و شیواترین نمونه‌های ترجمة بدیعی در ادبیاتمان اعتراف گردیده‌اند. آفریده‌های ناب استاد لایق به چندین زبان مردم عالم و شوروی، از جمله، به روسی، در مجموعه‌های «الыبکه زر» (۱۹۶۹)، «زویشنّیه زیملیه» (۱۹۷۲)، «سترونы داژدیه» (۱۹۷۸)، «وستریچه و سالنتسی» (۱۹۸۴)، «چشه خییمه» (۱۹۸۵)، «مالینьی آ داژدی» (۱۹۸۹)، به ازبکی در گلچین «محبّتیم» (تاشکند، ۱۹۸۵) و غ. ترجمه و چاپ شده‌اند

## سبک شعری
وی با اشعار رنگین و پرمحتوا به کالبد شعر تاجیکی نفس تازه‌ای دمید و آن را در قلمرو فارسی‌زبانان معروف کرد. شعر لایق پیوندی است قوی میان شعر عالم شمول هزارسالهٔ فارسی و شعر امروز فارسی تاجیکی. در اصل، لایق شاعری سنتگراست، منتهی با توجه به روح زمان و نیازهای جامعهٔ خویش؛ از این رو شعر وی در میان هم‌میهنانش محبوبیت بسیار دارد.

## آثار
- گلچین اشعار میرزا تورسون‌زاده، میرزا تورسون‌زاده، (به کوشش:) کمال عینی و لایق شیرعلی، مسکو: بی‌نا، بی‌تا؛[۵]
- آفتاب سرخ، ابوالقاسم لاهوتی، (به کوشش:) لایق شیرعلی، مسکو: بی‌نا، بی‌تا؛[۶]

### آثار چاپ‌شده در ایران
در نیمهٔ اول دههٔ ۱۹۹۰ علاقهٔ شدیدی میان مردم تاجیکستان به فراگیری الفبای فارسی، یا آن‌طور که در میان مردم تاجیک رایج است، «الفبای نیاکان»، به میان آمد و با تأسیس نمایندگی انتشارات الهدی و کتاب‌فروشی الهدی در شهر دوشنبه و به معرض فروش گذاشته‌شدن کتب و مجلات و جراید فارسی ایران، این علاقه باز هم توسعه پیدا کرد. به‌ویژه با همت الهدی در ایران و چاپ برگزیدهٔ اشعار شعرای معاصر تاجیکستان، چون لایق شیرعلی، گلرخسار صفی‌اوا، مؤمن قناعت، عسکر حکیم، فرزانه خجندی و امثال آن‌ها با الفبای فارسی و تلاش‌های محققان برای به وجود آوردن اصطلاحات علمی واحد، نهضت پاکسازی زبان فارسی تاجیکی بیش از پیش در این کشور فعال شد. از میان این مجموعه آثار انتشارات الهدی می‌توان به اثر مربوط به شیرعلی اشاره کرد:
- گلچینی از اشعار استاد لایق شیرعلی، تهران: انتشارات الهدی، ۱۳۷۲.[۸]

## نمونه اشعار
| دو ره‌سازیم و رَه‌پیما، من و دریا من و دریا |  | دو همراهیم و دو تنها، من و دریا من و دریا |
| به یادِ یار می‌نالیم، یارِ آرزوهامان        |  | دو مجنونیم در صحرا، من و دریا من و دریا   |

نوشباد
به دستم جام خیامی،
لبالب جام گلفامی.
در او یاد نیاگان است، هم اشک بزرگان است،
در او شهد زمین و شعله خورشید تابان است.
در او هم اختر افتاده از گردون،
در او هم اختر خاموش یاران است.
در او هم گریه‌های خنده آلود است،
در او هم خنده‌های گریه‌آلود است.
در او هم گرمی آتش،
در او هم تلخی دود است…
من از روزی، که اشک تلخ و شورم را
ز جام چشمهای خویش نوشیدم،
من از روزی، که مثل رودها از مادران کوه
جدا گردیدم و داغ جدایی را به جان خویش سنجیدم
پیاپی باده می‌نوشم.
و دانستم، که در تلخی می شیرینی دنیاست،
و دانستم، که درد عشق پاداش جدایی‌هاست،
و دانستم، که خالیگاه مابین زمین و آسمان بر ما
برای سرفرازی‌هاست.
و دانستم، که پهنای زمین در زندگی کوته آدم
برای بی‌نیازی‌هاست،
پیاپی باده می‌نوشم.
و اینک نوشباد من:
برای عمر بگذشته، که بال چپ بود بر ما،
برای عمر آینده، که بال راست خواهد بود،
برای آن، که ما هستیم در دنیا،
میان ساحل دیروز و فردا مثل دریایی،
خروشانی، ستیزانی، به منزل راه‌پیمایی،
ترا تا قطره‌های آخرین می‌نوشم، ای باده!
ترا تا قطره‌های آخرین می‌نوشم، ای باده،
که با انگیزه تو مُرده‌ها از گور عصیان کرده برخیزند،
ز دنیا قرضهای خویش بستانند و بی‌ستیزند.
و چشم زندگان در گردش آید لحظه مستی،
سر مستان به گردش آید و باور کند بر گردش گردون،
و یک دم سر به روی دست بگذارند و اندیشهند،
که ناچیزند یا چیزند؟!
ترا تا قطره‌های آخرین می‌نوشم، ای جام مبارک باد،
که تا دانند هستم شرق‌زاد - از کشور خیام
ترا تا قطره‌های آخرین می‌نوشم، ای جام مبارک باد،
که تا دانند هستم وارث و هم‌ساغر خیام!
[۱۹۶۵]
***
الا، شعر عجم، فردا مرا تو زنده خواهی داشت،
الا، شور دل دنیا، مرا تو زنده خواهی داشت.
به زیر سنگهای ثابت و سیار گردونها
الا، البرز پابرجا، مرا تو زنده خواهی داشت.
بسا شعر تر دنیا بود اندر لب دریا،
الا، شعر تر دریا، مرا تو زنده خواهی داشت.
اگر لک-لک دل پاکیم، یک-یک در دل خاکیم،
الا، فرش ز عرش اولا، مرا تو زنده خواهی داشت.
دلم روزی اگر از درد شعر و عشق می‌میرد،
الا، عشق جهان‌آرا، مرا تو زنده خواهی داشت.
سخن پیدا و ناپیدای هر خلق سخن‌ساز است،
الا، پیدا و ناپیدا، مرا تو زنده خواهی داشت.
الا، دیوان حافظ، حافظم باشی ز هر مرگی،
الا، دیوان مولانا، مرا تو زنده خواهی داشت.

[1988]
| سخنی هیج نه از فر کیانی گفتیم        |  | تو بدخشانی، خجندی، ختلانی گفتیم        |
| تو سمرقندی، زرفشانی، وخانی گفتیم     |  | تو بخارایی، حصاری، تو فلانی گفتیم      |
| چونکه بیگانه‌پرستیم، امان از من و تو! |  | سست و بی‌مایه و پستیم، امان از من و تو! |
| داد، صد داد از این خدمت فرزندی ما    |  | آه، صد آه از این خویشی و پیوندی ما     |
| یافت چون رخنه به دیوار محل بندی ما   |  | بی‌خرد تاخت به اورنگ «خردمندی» ما!      |
| بس که اورنگ نداریم، امان از من و تو  |  | فهم ارژنگ نداریم، امان از من و تو!     |

شعر زندگی توسط مجید درخشانی آهنگسازی و تصنیف گردیده و با صدای حسین رضا اسدی در آلبوم لحظه ناب منتشر شده‌است:
| زندگی خورشید در بام من است  |  | زندگی مهتاب در شام من است  |
| زندگی یار گل‌اندام من است    |  | زندگی خیام ایام من است     |
| ای امید زندهٔ دل زنده باش    |  | ای گل عشق جوان پر خنده باش |
| در من میرنده صد آینده باش   |  | زندگی پرواز پیغام من است   |
| گر نباشد عشق تو پیدای دل    |  | چیست دنیا بی غم دنیای دل؟  |
| بی تو و بی عشق تو ای وای دل |  | زندگی زندان من دام من است  |
| گر نباشد عشق تو در سینه ام  |  | گر نباشد یاد تو گنجینه ام  |
| گر نباشد چشم تو آیینه ام    |  | زندگی نفرین و دشنام من است |

پاره‌ای از شعری با مضمون «وطن» به تاریخ ۱۸ فوریه ۱۹۹۶:
| جان به قربان تو ای میهن خونین کفنم   |  | بودی بیت الشرفم، گشتهای بیت الحزنم      |
| دشمنت چهار طرف، اجنبی و خانگیاند     |  | تن‌تنها به چه نیرو صف اعدا شکنم؟         |
| تاجیک اندر وطن خویش چرا متهم است؟    |  | یا خطا رفته به تاجیک تولد شدنم؟         |
| ای خراسان تو بگو ساحت ایرانویچ کو؟   |  | من از این فاجعه چون شکوه به یزدان نکنم؟ |
| گریه من نه از آن است که بیچاره شدم   |  | هم نه زآن است که فرسوده بود پیرهنم      |
| گریم از آنکه تو را حکم به کشتن کردند |  | ای تو هم پایه و هم مایه انسان بُدنم!     |
| گریم از آنکه تو تنهایی و من تنهاتر   |  | وطنم، آ وطنم، آ وطنم، آ وطنم            |

ترانه «عشق گمشده»:
| در دامنِ بهار     |  | اندر دهِ «مزار»   |
| ‎گلغنچهٔ تَری است   |  | پاکیزه گوهری است |
| با ابروانِ سبز    |  | با آرمانِ سبز     |
| بیرون ز خانه شد  |  | مکتب، روانه شد   |
| ‎یادش بخیر باد    |  | آن عشقِ کودکی     |
| آن عشقِ گم‌شده     |  | چون شعرِ رودکی    |
| می‌رفتم از بَرَش    |  | بگرفته دفترش     |
| ‎چشمم گرفته بود   |  | چهل کاکلِ تَرَش     |
| رویِ بهار بود     |  | رویِ بهاریَش       |
| نامش «خمار» بود  |  | بودم خماریش      |
| ‎یک روز تیره‌ماه   |  | از دل کشیدم آه   |
| ‎او کوچ بست و رفت |  | ما را شکست و رفت |
| یادی به تیره‌ماه  |  | از آن بهار ماند  |
| از ده «خمار» رفت |  | در دل خمار ماند  |
| از کوچهٔ «مزار»   |  | با اشکِ شَشْ‌قطار    |
| ‎ما را ندید و رفت |  | گویا پرید و رفت  |
| مثل کبوترک       |  | همسایه دخترک     |
| چهل کاکُل از قفا  |  | گفتند الوداع     |

## پی‌نوشت
1. ↑  «لایق شیرعلی، پیوندگر کهنه و نو در شعر پارسی». وبگاه بی‌بی‌سی فارسی. ۲۹ مه ۲۰۰۶. دریافت‌شده در ۱۷ فروردین ۱۳۸۹.
2. ↑  "Лоиқ Шералӣ". Википедия (به تاجیکی). 2020-11-10.
3. ↑  «لایق شیرعلی و شعر نو ایران». وبگاه بی‌بی‌سی فارسی. ۰۱ خرداد ۱۳۸۷. بایگانی‌شده از اصلی در 10 مارس 2010. دریافت‌شده در ۱۷ فروردین ۱۳۸۹. تاریخ وارد شده در |تاریخ= را بررسی کنید (کمک)
4. ↑  «لایق شیرعلی و شعر نو ایران». وبگاه بی‌بی‌سی فارسی. ۰۱ خرداد ۱۳۸۷. دریافت‌شده در ۱۷ فروردین ۱۳۸۹. تاریخ وارد شده در |تاریخ= را بررسی کنید (کمک)
5. ↑  تورسون‌زاده، عینی و  شیرعلی، گلچین اشعار.
6. ↑  لاهوتی و  شیرعلی، آفتاب سرخ.
7. ↑  خواجه‌مراد، «بیست سال روابط ایران و تاجیکستان»، بی‌بی‌سی.
8. ↑  شیرعلی، گلچینی از اشعار استاد لایق شیرعلی.
9. ↑  «Поэзия Лоика Шерали». www.termcom.tj. دریافت‌شده در ۲۰۲۱-۰۲-۲۵.
10. ↑  «Поэзия Лоика Шерали». www.termcom.tj. دریافت‌شده در ۲۰۲۱-۰۲-۲۵.
11. ↑  «خوانش شعر وطن توسط خود شاعر».